# Шебашев, Николай Михайлович
Николай Михайлович Шебашев (?—1882) — генерал-лейтенант, начальник 6-й пехотной дивизии.

## Биография
Образование получил в Павловском кадетском корпусе, из которого выпущен 14 ноября 1830 года прапорщиком в 4-й карабинерный полк и сразу же принял участие в кампании 1831 года против восставших поляков.
В сражении на Гроховских полях 13 февраля 1831 года он был ранен в правое бедро ружейной пулей на вылет; затем он участвовал в сражении при Остроленке и при взятии приступом Варшавы; за последнее он в 1832 году был награждён орденом св. Анны 3-й степени с бантом. Также за участие в подавлении польского восстания Шебашев был награждён польским знаком отличия за военное достоинство (Virtuti Militari) 4-й степени.
Heзадолго до этого сражения состоялся перевод Шебашева в лейб-гвардии Московский полк, в рядах которого он и прослужил почти 20 лет. За время службы его в лейб-гвардии Московском полку он был командирован с 1835 по 1836 год в лейб-гвардии Конно-гренадерский полк «для показания правил пешей фронтовой службы».
В 1851 году Шебашев был произведён в полковники и переведён в лейб-гвардии Измайловский полк на должность младшего штаб-офицера, где прослужил до 1855 года, когда состоялось его назначение командующим резервной бригадой и резервным пехотным полком 1-й пехотной дивизии, с переводом в 5-й резервный батальон пехотного Его Величества Короля Неаполитанскаго полка. В следующем году Шебашев был назначен командиром 4-го резервного батальона того же полка.
3 апреля 1858 года состоялось назначение Шебашева командиром 12-го гренадерского Астраханского полка. В 1863 году он находился непродолжительное время в составе войск Виленского военного округа при усмирении польского мятежа.
Высочайшим приказом от 7 июля 1863 года полковник Шебашев был назначен командующим лейб-гвардии Финляндским полком и 30 августа того же года состоялось его производство за отличие по службе в генерал-майоры, с утверждением в должности командира полка. Лейб-гвардии Финляндский полк находился под командой Шебашева в продолжение девяти лет, по 1872 год. За этот долгий промежуток времени полк сумел вполне оценить своего командира, как человека сдержанного, спокойного и вместе с тем деятельного по службе. Вместе с тем, во всё время командования Финляндским полком Шебашева, полк был отличным во всех отношениях и особенно выделялся из всех прочих гвардейских полков своей строевой выправкой, лихостью, бойкостью и расторопностью нижних чинов.
16 апреля 1872 года Шебашев был назначен командующим 6-й пехотной дивизией и в следующем году, за отличие по службе, был произведён в генерал-лейтенанты с утверждением в должности; в 1876 году Шебашев был зачислен в запасные войска, а в 1882 году он скончался.
Среди прочих наград Шебашев имел ордена:
- Польский знак отличия за военное достоинство (Virtuti Militari) 4-й степени (1831 год)
- Орден Святой Анны 3-й степени с бантом (1832 год)
- Орден Святого Георгия 4-й степени (26 ноября 1853 года, за беспорочную выслугу 25 лет в офицерских чинах, № 9067 по кавалерскому списку Григоровича — Степанова)
- Орден Святого Станислава 1-й степени (1865 год)
- Орден Святой Анны 1-й степени с мечами (1867 год, императорская корона к этому ордену пожалована в 1869 году)
- Орден Святого Владимира 2-й степени (1871 год)

Его брат Фёдор был полковником.